# Vlag van Hauts-de-Seine

Vlag van Hauts-de-Seine

De vlag van Hauts-de-Seine is de niet-officiële vlag van het Franse departement Hauts-de-Seine. Net als de meeste andere departementen van Frankrijk heeft Hauts-de-Seine geen officiële vlag, maar wordt de hier rechts afgebeelde vlag op niet-officiële wijze gebruikt. De vlag is afgeleid van het wapen van dit departement.
De vlag is verticaal in tweeën gedeeld, het bovenste is van wit met een blauwe golvende dwarsbalk. Het onderste deel is horizontaal in tweeën gedeeld, het eerste is blauw met een gouden lelie en het tweede is rood met het zilveren schip.
Het ontwerp combineren de wapens van de steden Nanterre (boven) met het schip uit het wapen van Boulogne-Billancourt (rechts) en een lelie uit het wapen van Antony (links), deze steden zijn de hoofdplaatsen van de drie arrondissementen van het departement.
Naast deze vlag is er een logovlag in gebruik.

Wapen van Nanterre
Wapen van Boulogne-Billancourt
Wapen van Antony
Logovlag